# 이원석 (1973년)
이원석(1973년 11월 3일 ~ )은 대한민국의 배우이다.

## 출연

### 영화
- 1992년 《미스터 맘마》- 바이어 역
- 1996년 《귀천도》- 이카루스 멤버들 역
- 2002년 《재밌는 영화 》- 서편제 3인 역
- 2005년 《주먹이 운다》- 링 아나운서 역
- 2007년 《펀치 레이디》- 경기 사회자 2 역
- 2010년 《부당거래》- 경찰청 사회자 역
- 2011년 《히트》- 아나운서 역
- 2015년 《베테랑》- 고급 레스토랑 지배인 역

### 드라마
- ITV 《리얼스토리 실제상황》
- 2005년 MBC 현장기록 형사
- 2012년 KBS2 《학교 2013》 - 김대수 역